# Tour de Drenthe féminin 2015
La 9e édition du Tour de Drenthe féminin a eu lieu le 14 mars 2015. C'est la première épreuve de la Coupe du monde de cyclisme sur route féminine 2015. Elle est remportée par la Belge Jolien D'Hoore.

## Équipes
| Équipes féminines professionnelles (19)- Alé Cipollini - Bigla - Boels Dolmans - BTC City Ljubljana - Hitec Products - Inpa Sottoli Bianchi Giusfredi - Lensworld-Zannata - Liv-Plantur - Lotto Soudal Ladies - SC Michela Fanini Rox - Orica-AIS - Parkhotel Valkenburg - Poitou-Charentes.Futuroscope.86 - Rabo Liv Women - Team Rytger - Servetto Footon - Topsport Vlaanderen-Pro-Duo - Velocio-SRAM - Wiggle Honda Équipes nationales (2)- États-Unis - Pays-Bas |
| |

## Récit de la course
Les secteurs forestiers éliminent Megan Guarnier sur chute. Lizzie Armitstead mène les deux ascensions du mont VAM, suivie par Lisa Brennauer. À vingt-huit kilomètres de l'arrivée, elles sont quinze en tête. Kirsten Wild en est éliminée sur crevaison. À dix kilomètres de l'arrivée, Elisa Longo Borghini, Chantal Blaak, Tiffany Cromwell et Roxane Knetemann attaquent. Le manque de coopération dans le groupe provoque pourtant un regroupement général dans le final, le second peloton revenant sur le groupe de tête. Au sprint, le train de l'équipe Wiggle Honda avec Chloe Hosking comme poisson pilote permet à Jolien d'Hoore de s'imposer facilement le jour de son anniversaire.

## Classements

### Classement final
| \| Classement général \| Classement général \| Classement général \| Classement général \| Classement général \| \| Coureuse \| Coureuse \| Pays \| Équipe \| Temps \| \| ------------------ \| ------------------ \| ------------------ \| ------------------ \| ------------------ \| \| 1re \| Jolien D'Hoore \| Belgique \| Wiggle Honda \| 3 h 33 min 34 s \| \| 2e \| Amy Pieters \| Pays-Bas \| Liv-Plantur \| + 0 s \| \| 3e \| Ellen van Dijk \| Pays-Bas \| Boels Dolmans \| + 0 s \| \| 4e \| Lucinda Brand \| Pays-Bas \| Rabo Liv Women \| + 0 s \| \| 5e \| Chloe Hosking \| Australie \| Wiggle Honda \| + 0 s \| \| 6e \| Tiffany Cromwell \| Australie \| Velocio-SRAM \| + 0 s \| \| 7e \| Lizzie Armitstead \| Royaume-Uni \| Boels Dolmans \| + 3 s \| \| 8e \| Emma Johansson \| Suède \| Orica-AIS \| + 3 s \| \| 9e \| Marta Tagliaferro \| Italie \| Alé Cipollini \| + 3 s \| \| 10e \| Barbara Guarischi \| Italie \| Velocio-SRAM \| + 3 s \| |                   |             |                |                 |
| |                   |             |                |                 |
| |                   |             |                |                 |
| Classement général |                   |             |                |                 |
| Coureuse | Coureuse          | Pays        | Équipe         | Temps           |
| 1re | Jolien D'Hoore    | Belgique    | Wiggle Honda   | 3 h 33 min 34 s |
| 2e | Amy Pieters       | Pays-Bas    | Liv-Plantur    | + 0 s           |
| 3e | Ellen van Dijk    | Pays-Bas    | Boels Dolmans  | + 0 s           |
| 4e | Lucinda Brand     | Pays-Bas    | Rabo Liv Women | + 0 s           |
| 5e | Chloe Hosking     | Australie   | Wiggle Honda   | + 0 s           |
| 6e | Tiffany Cromwell  | Australie   | Velocio-SRAM   | + 0 s           |
| 7e | Lizzie Armitstead | Royaume-Uni | Boels Dolmans  | + 3 s           |
| 8e | Emma Johansson    | Suède       | Orica-AIS      | + 3 s           |
| 9e | Marta Tagliaferro | Italie      | Alé Cipollini  | + 3 s           |
| 10e | Barbara Guarischi | Italie      | Velocio-SRAM   | + 3 s           |

#### Points attribués
| Position           | 1er | 2e  | 3e | 4e | 5e | 6e | 7e | 8e | 9e | 10e | 11e | 12e | 13e | 14e | 15e | 16e | 17e | 18e | 19e | 20e |
| Classement général | 120 | 100 | 85 | 70 | 60 | 50 | 40 | 35 | 30 | 25  | 20  | 18  | 16  | 14  | 12  | 10  | 8   | 6   | 4   | 2   |

## Liste des participantes
| Légende | Légende                                                                    | Légende | Légende                                                    |
| ------- | -------------------------------------------------------------------------- | ------- | ---------------------------------------------------------- |
| Num     | Dossard de départ porté par le coureur sur ce Tour de Drenthe féminin      | Pos     | Position à l'arrivée de la course                          |
|         | Indique un maillot de champion national ou mondial, suivi de sa spécialité | NP      | Indique un coureur qui n'a pas pris le départ de la course |
| AB      | Indique un coureur qui n'a pas terminé la course                           | HD      | Indique un coureur qui a terminé la course hors des délais |

| Rabo Liv Women RBW | Rabo Liv Women RBW         | Rabo Liv Women RBW |
| ------------------ | -------------------------- | ------------------ |
| Num                | Coureuse                   | Pos                |
| 1                  | Lucinda Brand (NED)        | 4e                 |
| 2                  | Anna van der Breggen (NED) | 22e                |
| 3                  | Roxane Knetemann (NED)     | 20e                |
| 4                  | Anouska Koster (NED)       | 19e                |
| 5                  | Moniek Tenniglo (NED)      | 53e                |
| 6                  | Shara Gillow (AUS)         | 37e                |

| Boels Dolmans DLT | Boels Dolmans DLT       | Boels Dolmans DLT |
| ----------------- | ----------------------- | ----------------- |
| Num               | Coureuse                | Pos               |
| 11                | Chantal Blaak (NED)     | 26e               |
| 12                | Lizzie Armitstead (GBR) | 7e                |
| 13                | Ellen van Dijk (NED)    | 3e                |
| 14                | Christine Majerus (LUX) | 60e               |
| 15                | Romy Kasper (GER)       | 12e               |
| 16                | Megan Guarnier (USA)    | AB                |

| Wiggle Honda WHT | Wiggle Honda WHT           | Wiggle Honda WHT |
| ---------------- | -------------------------- | ---------------- |
| Num              | Coureuse                   | Pos              |
| 21               | Giorgia Bronzini (ITA)     | 35e              |
| 22               | Elisa Longo Borghini (ITA) | 25e              |
| 23               | Emilia Fahlin (SWE)        | AB               |
| 24               | Jolien D'Hoore (BEL)       | 1re              |
| 25               | Audrey Cordon-Ragot (FRA)  | 24e              |
| 26               | Chloe Hosking (AUS)        | 5e               |

| Liv-Plantur TLP | Liv-Plantur TLP           | Liv-Plantur TLP |
| --------------- | ------------------------- | --------------- |
| Num             | Coureuse                  | Pos             |
| 31              | Julia Soek (NED)          | 38e             |
| 32              | Willeke Knol (NED)        | 45e             |
| 33              | Claudia Lichtenberg (GER) | AB              |
| 34              | Floortje Mackaij (NED)    |                 |
| 35              | Sara Mustonen (SWE)       | AB              |
| 36              | Amy Pieters (NED)         | 2e              |

| Parkhotel Valkenburg Continental PHV | Parkhotel Valkenburg Continental PHV | Parkhotel Valkenburg Continental PHV |
| ------------------------------------ | ------------------------------------ | ------------------------------------ |
| Num                                  | Coureuse                             | Pos                                  |
| 41                                   | Janneke Ensing (NED)                 | 18e                                  |
| 42                                   | Ilona Hoeksma (NED)                  | AB                                   |
| 43                                   | Natalie van Gogh (NED)               | 23e                                  |
| 44                                   | Jip van den Bos (NED)                | AB                                   |
| 45                                   | Riejanne Markus (NED)                | 59e                                  |
| 46                                   | Marijn de Vries (NED)                | 50e                                  |

| Velocio-SRAM VEL | Velocio-SRAM VEL        | Velocio-SRAM VEL |
| ---------------- | ----------------------- | ---------------- |
| Num              | Coureuse                | Pos              |
| 51               | Alena Amialiusik (BLR)  | 64e              |
| 52               | Lisa Brennauer (GER)    | 30e              |
| 54               | Tiffany Cromwell (AUS)  | 6e               |
| 55               | Barbara Guarischi (ITA) | 10e              |
| 56               | Tayler Wiles (USA)      | 70e              |

| Orica-AIS OGE | Orica-AIS OGE              | Orica-AIS OGE |
| ------------- | -------------------------- | ------------- |
| Num           | Coureuse                   | Pos           |
| 61            | Emma Johansson (SWE)       | 8e            |
| 62            | Loes Gunnewijk (NED)       | 71e           |
| 63            | Gracie Elvin (AUS)         | 16e           |
| 64            | Amanda Spratt (AUS)        | 67e           |
| 65            | Lizzie Williams (AUS)      | AB            |
| 66            | Valentina Scandolara (ITA) | 36e           |

| Bigla BCT | Bigla BCT                  | Bigla BCT |
| --------- | -------------------------- | --------- |
| Num       | Coureuse                   | Pos       |
| 71        | Annemiek van Vleuten (NED) | 13e       |
| 72        | Iris Slappendel (NED)      | 33e       |
| 73        | Shelley Olds (USA)         | AB        |
| 75        | Lotta Lepistö (FIN)        | AB        |
| 76        | Ashleigh Moolman (RSA)     | AB        |

| Hitec Products HPU | Hitec Products HPU      | Hitec Products HPU |
| ------------------ | ----------------------- | ------------------ |
| Num                | Coureuse                | Pos                |
| 81                 | Kirsten Wild (NED)      | 11e                |
| 82                 | Tatiana Guderzo (ITA)   | 40e                |
| 83                 | Lauren Kitchen (AUS)    | 27e                |
| 84                 | Miriam Bjørnsrud (NOR)  | AB                 |
| 85                 | Emilie Moberg (NOR)     | AB                 |
| 86                 | Julie Norman Leth (DEN) | AB                 |

| Alé Cipollini ALE | Alé Cipollini ALE               | Alé Cipollini ALE |
| ----------------- | ------------------------------- | ----------------- |
| Num               | Coureuse                        | Pos               |
| 91                | Maria Giulia Confalonieri (ITA) | 41e               |
| 92                | Arianna Fidanza (ITA)           | 57e               |
| 93                | Simona Frapporti (ITA)          | 32e               |
| 94                | Beatrice Bartelloni (ITA)       | 65e               |
| 95                | Małgorzata Jasińska (POL)       | 63e               |
| 96                | Marta Tagliaferro (ITA)         | 9e                |

| Inpa Sottoli Bianchi Giusfredi ISG | Inpa Sottoli Bianchi Giusfredi ISG | Inpa Sottoli Bianchi Giusfredi ISG |
| ---------------------------------- | ---------------------------------- | ---------------------------------- |
| Num                                | Coureuse                           | Pos                                |
| 101                                | Rossella Ratto (ITA)               | 17e                                |
| 102                                | Liisi Rist (EST)                   | AB                                 |
| 103                                | Alice Maria Arzuffi (ITA)          | AB                                 |
| 105                                | Anna Trevisi (ITA)                 | AB                                 |
| 106                                | Tetyana Riabchenko (UKR)           | 54e                                |

| Astana-Acca Due O ASA | Astana-Acca Due O ASA    | Astana-Acca Due O ASA |
| --------------------- | ------------------------ | --------------------- |
| Num                   | Coureuse                 | Pos                   |
| 111                   | Olena Demydova (UKR)     | 55e                   |
| 112                   | Kseniya Dobrynina (RUS)  | 58e                   |
| 113                   | Milda Jankauskaitė (LTU) | 49e                   |
| 114                   | Larissa Pankowa (RUS)    | 34e                   |
| 116                   | Aizhan Zhaparova (RUS)   | AB                    |

| BTC City Ljubljana BTC | BTC City Ljubljana BTC | BTC City Ljubljana BTC |
| ---------------------- | ---------------------- | ---------------------- |
| Num                    | Coureuse               | Pos                    |
| 121                    | Eugenia Bujak (POL)    | 48e                    |
| 122                    | Jelena Erić (SRB)      | 56e                    |
| 123                    | Polona Batagelj (SLO)  | AB                     |
| 124                    | Urša Pintar (SLO)      | AB                     |
| 125                    | Mia Radotić (CRO)      | 39e                    |
| 126                    | Olena Pavlukhina (AZE) | AB                     |

| Servetto Footon SEF | Servetto Footon SEF     | Servetto Footon SEF |
| ------------------- | ----------------------- | ------------------- |
| Num                 | Coureuse                | Pos                 |
| 131                 | Tatiana Antoshina (RUS) | 66e                 |
| 132                 | Veronica Cornolti (ITA) | 29e                 |
| 133                 | Anna Potokina (RUS)     | AB                  |
| 134                 | Elena Franchi (ITA)     | AB                  |
| 135                 | Sari Saarelainen (FIN)  | AB                  |
| 136                 | Michela Pavin (ITA)     | AB                  |

| Topsport Vlaanderen-Pro-Duo VLL | Topsport Vlaanderen-Pro-Duo VLL | Topsport Vlaanderen-Pro-Duo VLL |
| ------------------------------- | ------------------------------- | ------------------------------- |
| Num                             | Coureuse                        | Pos                             |
| 142                             | Kaat Hannes (BEL)               | 52e                             |
| 143                             | Fien Delbaere (BEL)             | AB                              |
| 144                             | Steffy Van Den Haute (BEL)      | AB                              |
| 145                             | Kelly Van den Steen (BEL)       | AB                              |
| 146                             | Gilke Croket (BEL)              | AB                              |

| Lensworld-Zannata LWZ | Lensworld-Zannata LWZ    | Lensworld-Zannata LWZ |
| --------------------- | ------------------------ | --------------------- |
| Num                   | Coureuse                 | Pos                   |
| 151                   | Nina Kessler (NED)       | AB                    |
| 152                   | Kim de Baat (NED)        | 15e                   |
| 153                   | Mariël Borgerink (NED)   | AB                    |
| 154                   | Marissa Otten (NED)      | AB                    |
| 155                   | Evy Kuijpers (NED)       | 46e                   |
| 156                   | Céline Van Severen (BEL) | 51e                   |

| SC Michela Fanini Rox MIC | SC Michela Fanini Rox MIC | SC Michela Fanini Rox MIC |
| ------------------------- | ------------------------- | ------------------------- |
| Num                       | Coureuse                  | Pos                       |
| 161                       | Lara Vieceli (ITA)        | AB                        |
| 162                       | Nina Gulino (ITA)         | AB                        |
| 163                       | Michela Balducci (ITA)    | AB                        |
| 164                       | Alessandra Lari (ITA)     | AB                        |
| 166                       | Eyerusalem Kelil (ETH)    | AB                        |

| Lotto Soudal Ladies LBL | Lotto Soudal Ladies LBL | Lotto Soudal Ladies LBL |
| ----------------------- | ----------------------- | ----------------------- |
| Num                     | Coureuse                | Pos                     |
| 171                     | Elena Cecchini (ITA)    | 14e                     |
| 172                     | Susanna Zorzi (ITA)     | 28e                     |
| 173                     | Jessie Daams (BEL)      | AB                      |
| 174                     | Chantal Hoffmann (LUX)  | 68e                     |
| 175                     | Carlee Taylor (AUS)     | AB                      |
| 176                     | Lieselot Decroix (BEL)  | 61e                     |

| États-Unis USA | États-Unis USA  | États-Unis USA |
| -------------- | --------------- | -------------- |
| Num            | Coureuse        | Pos            |
| 181            | Alexis Magner   | 47e            |
| 182            | Heather Fischer | 69e            |
| 183            | Laura Jorgensen | AB             |
| 184            | Coryn Rivera    | 42e            |
| 185            | Kendall Ryan    | 31e            |
| 186            | Amy Charity     | AB             |

| Poitou-Charentes.Futuroscope.86 FUT | Poitou-Charentes.Futuroscope.86 FUT | Poitou-Charentes.Futuroscope.86 FUT |
| ----------------------------------- | ----------------------------------- | ----------------------------------- |
| Num                                 | Coureuse                            | Pos                                 |
| 191                                 | Pascale Jeuland (FRA)               | AB                                  |
| 192                                 | Roxane Fournier (FRA)               | 43e                                 |
| 193                                 | Eugénie Duval (FRA)                 | AB                                  |
| 194                                 | Séverine Eraud (FRA)                | AB                                  |

| Team Rytger TRY | Team Rytger TRY             | Team Rytger TRY |
| --------------- | --------------------------- | --------------- |
| Num             | Coureuse                    | Pos             |
| 211             | Henriette Woering (NED)     | AB              |
| 212             | Melanie Woering (NED)       | 62e             |
| 213             | Kelly Markus (NED)          | AB              |
| 214             | Cecilie Uttrup Ludwig (DEN) | AB              |
| 216             | Amy Hill (GBR)              | AB              |

| Pays-Bas NED | Pays-Bas NED            | Pays-Bas NED |
| ------------ | ----------------------- | ------------ |
| Num          | Coureuse                | Pos          |
| 221          | Jeanne Korevaar         | AB           |
| 222          | Corine van der Zijden   | AB           |
| 223          | Marjolein van 't Geloof | AB           |
| 224          | Nicky Zijlaard          | AB           |
| 225          | Janine van der Meer     | AB           |
| 226          | Lotte van Hoek          | AB           |

| Rabo Liv Women RBW | Rabo Liv Women RBW         | Rabo Liv Women RBW |
| ------------------ | -------------------------- | ------------------ |
| Num                | Coureuse                   | Pos                |
| 1                  | Lucinda Brand (NED)        | 4e                 |
| 2                  | Anna van der Breggen (NED) | 22e                |
| 3                  | Roxane Knetemann (NED)     | 20e                |
| 4                  | Anouska Koster (NED)       | 19e                |
| 5                  | Moniek Tenniglo (NED)      | 53e                |
| 6                  | Shara Gillow (AUS)         | 37e                |

| Boels Dolmans DLT | Boels Dolmans DLT       | Boels Dolmans DLT |
| ----------------- | ----------------------- | ----------------- |
| Num               | Coureuse                | Pos               |
| 11                | Chantal Blaak (NED)     | 26e               |
| 12                | Lizzie Armitstead (GBR) | 7e                |
| 13                | Ellen van Dijk (NED)    | 3e                |
| 14                | Christine Majerus (LUX) | 60e               |
| 15                | Romy Kasper (GER)       | 12e               |
| 16                | Megan Guarnier (USA)    | AB                |

| Wiggle Honda WHT | Wiggle Honda WHT           | Wiggle Honda WHT |
| ---------------- | -------------------------- | ---------------- |
| Num              | Coureuse                   | Pos              |
| 21               | Giorgia Bronzini (ITA)     | 35e              |
| 22               | Elisa Longo Borghini (ITA) | 25e              |
| 23               | Emilia Fahlin (SWE)        | AB               |
| 24               | Jolien D'Hoore (BEL)       | 1re              |
| 25               | Audrey Cordon-Ragot (FRA)  | 24e              |
| 26               | Chloe Hosking (AUS)        | 5e               |

| Liv-Plantur TLP | Liv-Plantur TLP           | Liv-Plantur TLP |
| --------------- | ------------------------- | --------------- |
| Num             | Coureuse                  | Pos             |
| 31              | Julia Soek (NED)          | 38e             |
| 32              | Willeke Knol (NED)        | 45e             |
| 33              | Claudia Lichtenberg (GER) | AB              |
| 34              | Floortje Mackaij (NED)    |                 |
| 35              | Sara Mustonen (SWE)       | AB              |
| 36              | Amy Pieters (NED)         | 2e              |

| Parkhotel Valkenburg Continental PHV | Parkhotel Valkenburg Continental PHV | Parkhotel Valkenburg Continental PHV |
| ------------------------------------ | ------------------------------------ | ------------------------------------ |
| Num                                  | Coureuse                             | Pos                                  |
| 41                                   | Janneke Ensing (NED)                 | 18e                                  |
| 42                                   | Ilona Hoeksma (NED)                  | AB                                   |
| 43                                   | Natalie van Gogh (NED)               | 23e                                  |
| 44                                   | Jip van den Bos (NED)                | AB                                   |
| 45                                   | Riejanne Markus (NED)                | 59e                                  |
| 46                                   | Marijn de Vries (NED)                | 50e                                  |

| Velocio-SRAM VEL | Velocio-SRAM VEL        | Velocio-SRAM VEL |
| ---------------- | ----------------------- | ---------------- |
| Num              | Coureuse                | Pos              |
| 51               | Alena Amialiusik (BLR)  | 64e              |
| 52               | Lisa Brennauer (GER)    | 30e              |
| 54               | Tiffany Cromwell (AUS)  | 6e               |
| 55               | Barbara Guarischi (ITA) | 10e              |
| 56               | Tayler Wiles (USA)      | 70e              |

| Orica-AIS OGE | Orica-AIS OGE              | Orica-AIS OGE |
| ------------- | -------------------------- | ------------- |
| Num           | Coureuse                   | Pos           |
| 61            | Emma Johansson (SWE)       | 8e            |
| 62            | Loes Gunnewijk (NED)       | 71e           |
| 63            | Gracie Elvin (AUS)         | 16e           |
| 64            | Amanda Spratt (AUS)        | 67e           |
| 65            | Lizzie Williams (AUS)      | AB            |
| 66            | Valentina Scandolara (ITA) | 36e           |

| Bigla BCT | Bigla BCT                  | Bigla BCT |
| --------- | -------------------------- | --------- |
| Num       | Coureuse                   | Pos       |
| 71        | Annemiek van Vleuten (NED) | 13e       |
| 72        | Iris Slappendel (NED)      | 33e       |
| 73        | Shelley Olds (USA)         | AB        |
| 75        | Lotta Lepistö (FIN)        | AB        |
| 76        | Ashleigh Moolman (RSA)     | AB        |

| Hitec Products HPU | Hitec Products HPU      | Hitec Products HPU |
| ------------------ | ----------------------- | ------------------ |
| Num                | Coureuse                | Pos                |
| 81                 | Kirsten Wild (NED)      | 11e                |
| 82                 | Tatiana Guderzo (ITA)   | 40e                |
| 83                 | Lauren Kitchen (AUS)    | 27e                |
| 84                 | Miriam Bjørnsrud (NOR)  | AB                 |
| 85                 | Emilie Moberg (NOR)     | AB                 |
| 86                 | Julie Norman Leth (DEN) | AB                 |

| Alé Cipollini ALE | Alé Cipollini ALE               | Alé Cipollini ALE |
| ----------------- | ------------------------------- | ----------------- |
| Num               | Coureuse                        | Pos               |
| 91                | Maria Giulia Confalonieri (ITA) | 41e               |
| 92                | Arianna Fidanza (ITA)           | 57e               |
| 93                | Simona Frapporti (ITA)          | 32e               |
| 94                | Beatrice Bartelloni (ITA)       | 65e               |
| 95                | Małgorzata Jasińska (POL)       | 63e               |
| 96                | Marta Tagliaferro (ITA)         | 9e                |

| Inpa Sottoli Bianchi Giusfredi ISG | Inpa Sottoli Bianchi Giusfredi ISG | Inpa Sottoli Bianchi Giusfredi ISG |
| ---------------------------------- | ---------------------------------- | ---------------------------------- |
| Num                                | Coureuse                           | Pos                                |
| 101                                | Rossella Ratto (ITA)               | 17e                                |
| 102                                | Liisi Rist (EST)                   | AB                                 |
| 103                                | Alice Maria Arzuffi (ITA)          | AB                                 |
| 105                                | Anna Trevisi (ITA)                 | AB                                 |
| 106                                | Tetyana Riabchenko (UKR)           | 54e                                |

| Astana-Acca Due O ASA | Astana-Acca Due O ASA    | Astana-Acca Due O ASA |
| --------------------- | ------------------------ | --------------------- |
| Num                   | Coureuse                 | Pos                   |
| 111                   | Olena Demydova (UKR)     | 55e                   |
| 112                   | Kseniya Dobrynina (RUS)  | 58e                   |
| 113                   | Milda Jankauskaitė (LTU) | 49e                   |
| 114                   | Larissa Pankowa (RUS)    | 34e                   |
| 116                   | Aizhan Zhaparova (RUS)   | AB                    |

| BTC City Ljubljana BTC | BTC City Ljubljana BTC | BTC City Ljubljana BTC |
| ---------------------- | ---------------------- | ---------------------- |
| Num                    | Coureuse               | Pos                    |
| 121                    | Eugenia Bujak (POL)    | 48e                    |
| 122                    | Jelena Erić (SRB)      | 56e                    |
| 123                    | Polona Batagelj (SLO)  | AB                     |
| 124                    | Urša Pintar (SLO)      | AB                     |
| 125                    | Mia Radotić (CRO)      | 39e                    |
| 126                    | Olena Pavlukhina (AZE) | AB                     |

| Servetto Footon SEF | Servetto Footon SEF     | Servetto Footon SEF |
| ------------------- | ----------------------- | ------------------- |
| Num                 | Coureuse                | Pos                 |
| 131                 | Tatiana Antoshina (RUS) | 66e                 |
| 132                 | Veronica Cornolti (ITA) | 29e                 |
| 133                 | Anna Potokina (RUS)     | AB                  |
| 134                 | Elena Franchi (ITA)     | AB                  |
| 135                 | Sari Saarelainen (FIN)  | AB                  |
| 136                 | Michela Pavin (ITA)     | AB                  |

| Topsport Vlaanderen-Pro-Duo VLL | Topsport Vlaanderen-Pro-Duo VLL | Topsport Vlaanderen-Pro-Duo VLL |
| ------------------------------- | ------------------------------- | ------------------------------- |
| Num                             | Coureuse                        | Pos                             |
| 142                             | Kaat Hannes (BEL)               | 52e                             |
| 143                             | Fien Delbaere (BEL)             | AB                              |
| 144                             | Steffy Van Den Haute (BEL)      | AB                              |
| 145                             | Kelly Van den Steen (BEL)       | AB                              |
| 146                             | Gilke Croket (BEL)              | AB                              |

| Lensworld-Zannata LWZ | Lensworld-Zannata LWZ    | Lensworld-Zannata LWZ |
| --------------------- | ------------------------ | --------------------- |
| Num                   | Coureuse                 | Pos                   |
| 151                   | Nina Kessler (NED)       | AB                    |
| 152                   | Kim de Baat (NED)        | 15e                   |
| 153                   | Mariël Borgerink (NED)   | AB                    |
| 154                   | Marissa Otten (NED)      | AB                    |
| 155                   | Evy Kuijpers (NED)       | 46e                   |
| 156                   | Céline Van Severen (BEL) | 51e                   |

| SC Michela Fanini Rox MIC | SC Michela Fanini Rox MIC | SC Michela Fanini Rox MIC |
| ------------------------- | ------------------------- | ------------------------- |
| Num                       | Coureuse                  | Pos                       |
| 161                       | Lara Vieceli (ITA)        | AB                        |
| 162                       | Nina Gulino (ITA)         | AB                        |
| 163                       | Michela Balducci (ITA)    | AB                        |
| 164                       | Alessandra Lari (ITA)     | AB                        |
| 166                       | Eyerusalem Kelil (ETH)    | AB                        |

| Lotto Soudal Ladies LBL | Lotto Soudal Ladies LBL | Lotto Soudal Ladies LBL |
| ----------------------- | ----------------------- | ----------------------- |
| Num                     | Coureuse                | Pos                     |
| 171                     | Elena Cecchini (ITA)    | 14e                     |
| 172                     | Susanna Zorzi (ITA)     | 28e                     |
| 173                     | Jessie Daams (BEL)      | AB                      |
| 174                     | Chantal Hoffmann (LUX)  | 68e                     |
| 175                     | Carlee Taylor (AUS)     | AB                      |
| 176                     | Lieselot Decroix (BEL)  | 61e                     |

| États-Unis USA | États-Unis USA  | États-Unis USA |
| -------------- | --------------- | -------------- |
| Num            | Coureuse        | Pos            |
| 181            | Alexis Magner   | 47e            |
| 182            | Heather Fischer | 69e            |
| 183            | Laura Jorgensen | AB             |
| 184            | Coryn Rivera    | 42e            |
| 185            | Kendall Ryan    | 31e            |
| 186            | Amy Charity     | AB             |

| Poitou-Charentes.Futuroscope.86 FUT | Poitou-Charentes.Futuroscope.86 FUT | Poitou-Charentes.Futuroscope.86 FUT |
| ----------------------------------- | ----------------------------------- | ----------------------------------- |
| Num                                 | Coureuse                            | Pos                                 |
| 191                                 | Pascale Jeuland (FRA)               | AB                                  |
| 192                                 | Roxane Fournier (FRA)               | 43e                                 |
| 193                                 | Eugénie Duval (FRA)                 | AB                                  |
| 194                                 | Séverine Eraud (FRA)                | AB                                  |

| Team Rytger TRY | Team Rytger TRY             | Team Rytger TRY |
| --------------- | --------------------------- | --------------- |
| Num             | Coureuse                    | Pos             |
| 211             | Henriette Woering (NED)     | AB              |
| 212             | Melanie Woering (NED)       | 62e             |
| 213             | Kelly Markus (NED)          | AB              |
| 214             | Cecilie Uttrup Ludwig (DEN) | AB              |
| 216             | Amy Hill (GBR)              | AB              |

| Pays-Bas NED | Pays-Bas NED            | Pays-Bas NED |
| ------------ | ----------------------- | ------------ |
| Num          | Coureuse                | Pos          |
| 221          | Jeanne Korevaar         | AB           |
| 222          | Corine van der Zijden   | AB           |
| 223          | Marjolein van 't Geloof | AB           |
| 224          | Nicky Zijlaard          | AB           |
| 225          | Janine van der Meer     | AB           |
| 226          | Lotte van Hoek          | AB           |